# Felsőbogátpuszta megállóhely
Felsőbogátpuszta megállóhely egy megszűnt Somogy vármegyei vasúti megállóhely a Somogyszob–Balatonszentgyörgy-vasútvonalon, Segesd településen. A névadó településrész közelében helyezkedik el, nem messze a 66 145-ös számú mellékút vasúti keresztezésétől.
Korábban a Segesd-Bogát és a Felsősegesd-Felsőbogátpuszta nevet is viselte.
2009. december 13-án a vasútvonalon a személyszállítás megszűnt, a vonal megállóhelyet is magában foglaló szakaszán a pálya a 2020 júliusában pusztító villámárvíz miatt járhatatlanná vált, így kizárták a forgalomból.

## Vasútvonalak
A megállóhelyet az alábbi vasútvonalak érintik:
- Somogyszob–Balatonszentgyörgy-vasútvonal

## Kapcsolódó állomások
A megállóhelyhez az alábbi állomások vannak a legközelebb:
- Segesd megállóhely (Somogyszob vasútállomás, Somogyszob–Balatonszentgyörgy-vasútvonal)
- Böhönye megállóhely (Balatonszentgyörgy vasútállomás, Somogyszob–Balatonszentgyörgy-vasútvonal)